# Élections législatives kosovares de 2019
Les élections législatives kosovares de 2019 (en albanais : Zgjedhjet parlamentare në Kosovë 2019) ont lieu le 6 octobre 2019 afin d'élire les 120 députés de la 7e législature de l'Assemblée du Kosovo pour un mandat de quatre ans.
Le scrutin est anticipé d'un peu moins de deux ans par rapport à la date initialement prévue à la suite de la démission en juillet 2019 du Premier ministre Ramush Haradinaj. Incapable de s'accorder sur un successeur, l'Assemblée vote sa dissolution le mois suivant.
Les élections voient la défaite de l'Alliance pour l'avenir du Kosovo du Premier ministre sortant Ramush Haradinaj, qui arrive en quatrième position. Le parti Autodétermination et la Ligue démocratique du Kosovo sont considérés comme les grand gagnants du scrutin. Ce dernier est jugé historique de par la défaite des partis dirigés par d'ex-commandants de la guérilla au cours de la guerre civile, qui dominaient le système politique depuis l'indépendance.
Aucune formation n'ayant obtenu la majorité absolue des sièges, de longues négociations ont lieu, aboutissant à la formation d'un nouveau gouvernement de coalition mené par Autodétermination et la Ligue. Albin Kurti devient ainsi Premier ministre.

## Contexte

### Élections de 2017

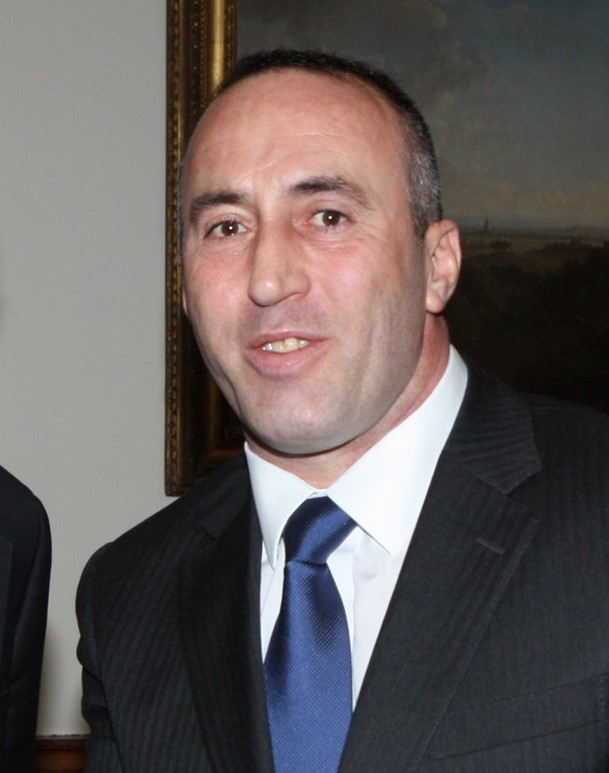
Ramush Haradinaj.

Les élections législatives de juin 2017 ont elles-mêmes lieu de manière anticipée à la suite de la chute du gouvernement d'Isa Mustafa. Celui-ci est renversé par une motion de censure le 10 mai 2017 par 78 voix contre 34 après l'échec de la conclusion d'un accord avec le Monténégro voisin sur une reconnaissance de leur frontière commune.
Le scrutin conduit à une impasse parlementaire, les principales formations albanophones du pays se constituant en trois grand blocs aux résultats électoraux plus ou moins égaux. La coalition PAN, acronyme de PDK, AAK et NISMA, sigles respectifs du Parti démocratique du Kosovo, de l'Alliance pour l'avenir du Kosovo, et de l'Initiative sociale démocratique, obtient 39 sièges tandis que le parti Autodétermination (VV) en obtient 32 et que la coalition LAA, acronyme de LDK, AKR et A, sigles respectifs de la Ligue démocratique du Kosovo, de l'Alliance pour un nouveau Kosovo et d'Alternativa, en réunit 29.
Enfin, le parti de la minorité serbe Liste serbe pour le Kosovo (SL) en obtient 9, suivi de plusieurs partis mineurs d'un ou deux sièges, pour la plupart également communautaires.
Cette situation mène à un long blocage politique, aucun gouvernement ne pouvant être formé avec le soutien d'une majorité absolue des députés sans qu'un accord n'ait lieu entre au moins deux des trois principales formations albanophones. Or, ces dernières sont marquées par un fort antagonisme. La fracture des votes des formations lors de la motion de censure est par ailleurs très présente, les partis membres de la coalition LAA ayant votés pour, et ceux de la coalition PAN contre. Chacun des partis majeurs des deux coalitions, la Ligue démocratique du Kosovo et le Parti démocratique du Kosovo refusent tout accord avec l'autre.
Parti nationaliste de gauche, Autodétermination est considéré comme le grand gagnant du scrutin. Il décroche ainsi la première place en nombre de voix hors coalitions et multiplie par deux son nombre de sièges. Autodétermination refuse quant à lui toute alliance avec le Parti démocratique du Kosovo qu'il considère comme responsable de la situation du pays. Pour autant, le parti ne parvient pas à s'entendre avec la Ligue démocratique du Kosovo, ancrée à droite de l'échiquier politique.
Les négociations sont bloquées pendant plusieurs mois du fait de cette impasse politique, avant d'être résolue grâce à la défection de l'Alliance pour un nouveau Kosovo au profit de la coalition PAN - renommée PANA - en échange d'un grand nombre de ministères. Le dirigeant de l'Alliance pour l'avenir du Kosovo Ramush Haradinaj devient ainsi le premier ministre d'un fragile gouvernement minoritaire mené par la coalition PANA avec le soutien sans participation de la minorité serbes et de quelques autres partis ethniques. Le 9 septembre 2017, il reçoit la confiance de 61 députés sur 120 au cours d'un vote marqué par le départ de la salle de l'ensemble des députés restants.

### Démission de Haradinaj

Composition du parlement avant les élections
VV: 19
PSD: 12
LDK: 25
NISMA: 8
PDK: 23
AAK: 12
SL: 10
Autres: 11

Les élections de 2019 sont organisées de manière anticipée un an et dix mois avant la date prévue à la suite de la démission du Premier ministre Ramush Haradinaj le 19 juillet 2019. Ancien commandant de l'Armée de libération du Kosovo au cours du conflit de 1998 contre la Serbie, Haradinaj est en effet convoqué par la cour spéciale pour le Kosovo à La Haye, qui le soupçonne de crimes de guerre contre des Serbes, des Roms et des opposants albanais, et l'auditionne le 24 juillet suivant. Déjà jugé et acquitté en 2008 et 2012 par le Tribunal pénal international pour l'ex-Yougoslavie (TPIY), il promet de revenir en politique en cas de résultat similaire,.
Sa démission entraine néanmoins la chute du fragile gouvernement. Le président de la République Hashim Thaçi entame une série de consultations avec les différents partis en vue de la formation d'un nouveau gouvernement, et propose le 2 aout à la coalition PANA d'avancer un nouveau candidat au poste de Premier ministre. Les autres partis s'opposent cependant à cette possibilité, tout en ne disposant pas d'un nombre de sièges suffisant ni de l'unité nécessaire pour former une majorité,.
Constatant l'impossibilité de former un nouveau gouvernement, l'Assemblée s'accorde trois jours plus tard sur la convocation d'une session extraordinaire le 22 aout afin de voter sa dissolution. Le jour prévu, la motion est approuvée par 88 voix pour sur 97 députés présents,. En accord avec la Constitution, de nouvelles élections doivent avoir lieu entre 30 et 45 jours à partir de cette date, soit avant le 6 octobre 2019. L'organisation du scrutin au dernier jour possible est jugée probable, puis confirmée le 26 aout par le gouvernement,.

## Système électoral
L'Assemblée du Kosovo est un parlement unicaméral doté de 120 sièges pourvus pour quatre ans au scrutin proportionnel plurinominal dans une circonscription électorale unique. Les sièges sont répartis selon la méthode d'Hondt à tous les partis ayant franchi le seuil électoral de 5 % des suffrages exprimés. Les électeurs ont également la possibilité d'effectuer jusqu'à cinq votes préférentiels pour des candidats de la liste choisie afin de faire monter leurs places dans celle-ci.
Sur les 120 sièges, 100 sont pour les albanophones tandis que les 20 restants sont réservés aux minorités ethniques, à raison de dix sièges pour les Serbes, 3 pour les Bosniaques, 2 pour les Turcs, et 1 chacun pour les Roms, Ashkalis, Égyptiens des Balkans et Gorans. Un siège supplémentaire est cependant attribué à la minorité ayant recueilli le plus de suffrages parmi celles des Roms, Ashkalis et Égyptiens des Balkans, ce qui amène le plus souvent ces trois minorités à être présentées regroupées dans un ensemble comportant quatre sièges. Tous les partis doivent obligatoirement déclarer la communauté qu'ils représentent lors de leur enregistrement. Les électeurs se rendant aux urnes ont le choix de voter soit pour un parti ordinaire, soit pour un parti représentant une minorité. Après décompte des voix, la répartition de ces sièges se fait à la proportionnelle selon la même méthode que pour les sièges ordinaires, mais en ne prenant en compte pour chaque minorité que les suffrages obtenus par les partis représentant cette minorité. En pratique, dans le cas d'une minorité dotée d'un seul siège à pourvoir, le vote prend la forme d'un scrutin uninominal majoritaire à un tour,. 
Depuis 2008, toutes les listes sont en outre soumises à des quotas imposant un minimum de 30 % de candidats de chacun des deux sexes, avec une alternance dans l'ordre des listes au minimum tous les trois noms.

## Campagne
Les listes sont arrêtées par la Commission électorales le 7 septembre. Un total de 24 partis ou coalitions concourent aux élections, dont 17 pour les sièges réservés aux minorités, auquel s'ajoute un seul candidat indépendant, Esmir Rasi.

### Principales forces politiques
| Parti | Parti                                                                    | Idéologie                                                          | Chef de file      | Résultat en 2017                  |
| ----- | ------------------------------------------------------------------------ | ------------------------------------------------------------------ | ----------------- | --------------------------------- |
|       | Autodétermination Vetëvendosje!, (VV)                                    | Gauche Nationalisme de gauche, protectionnisme, démocratie directe | Albin Kurti       | 27,49 % des voix 32 députés       |
|       | Parti démocratique du Kosovo Partia Demokratike e Kosovës, (PDK)         | Centre droit Social-libéralisme, nationalisme, europhilie          | Kadri Veseli      | PAN : 33,74 % des voix 23 députés |
|       | Ligue démocratique du Kosovo Lidhja Demokratike e Kosovës, (LDK)         | Centre droit Conservatisme, libéralisme, europhilie                | Vjosa Osmani      | LAA : 25,53 % des voix 23 députés |
|       | Alliance pour l'avenir du Kosovo Aleanca për Ardhmërinë e Kosovës, (AAK) | Centre droit Conservatisme, europhilie                             | Ramush Haradinaj  | PAN : 33,74 % des voix 10 députés |
|       | Liste serbe Српска листа, (SL)                                           | Centre droit Libéralisme, défense de la minorité serbe             | Goran Rakić       | 6,12 % des voix 9 députés         |
|       | Initiative sociale-démocrate NISMA Social Demokrate                      | Centre gauche Social-démocratie                                    | Fatmir Limaj (en) | PAN : 33,74 % des voix 6 députés  |
|       | Alliance pour un nouveau Kosovo Aleanca Kosova e Re, (AKR)               | Centre Libéralisme                                                 | Behgjet Pacolli   | LAA : 25,53 % des voix 4 députés  |

### Déroulement
La campagne électorale s'éloigne des habituels thèmes liés au patriotisme pour se focaliser sur la lutte contre le chômage et la corruption ainsi que l'accès à l'éducation et aux soins. Avec un PIB par habitant d'un peu plus de 3 000 euros, le Kosovo est l'un des pays les plus pauvres d'Europe, entrainant l'exode d'une partie de la population. Ce dernier, bien que faisant baisser le chômage et la tension sociale liés aux problèmes économique du pays, a mené à la perte d'une partie de ses forces vives, l'émigration touchant davantage les jeunes ainsi que les individus éduqués et qualifiés,.
Une bonne performance du parti de gauche souverainiste Autodétermination est ainsi attendue, le mouvement étant directement porté par des thèmes de campagne qui lui sont chers, ainsi que par la bonne prestation de son dirigeant Albin Kurti, jugé charismatique.
C'est cependant la Ligue démocratique du Kosovo qui domine les sondages d'intentions de vote tout au long de la campagne. Menée par Vjosa Osmani, la Ligue axe son discours sur la lutte contre les violences, le népotisme et la corruption. Juriste de formation, Osmani se présente comme la candidate « aux mains propres » en ciblant notamment la jeunesse et les partisans d'un renforcement de l'État de droit. La victoire des partis d'opposition est ainsi jugée probable, Vjosa Osmani se positionnant rapidement en favorite du scrutin.

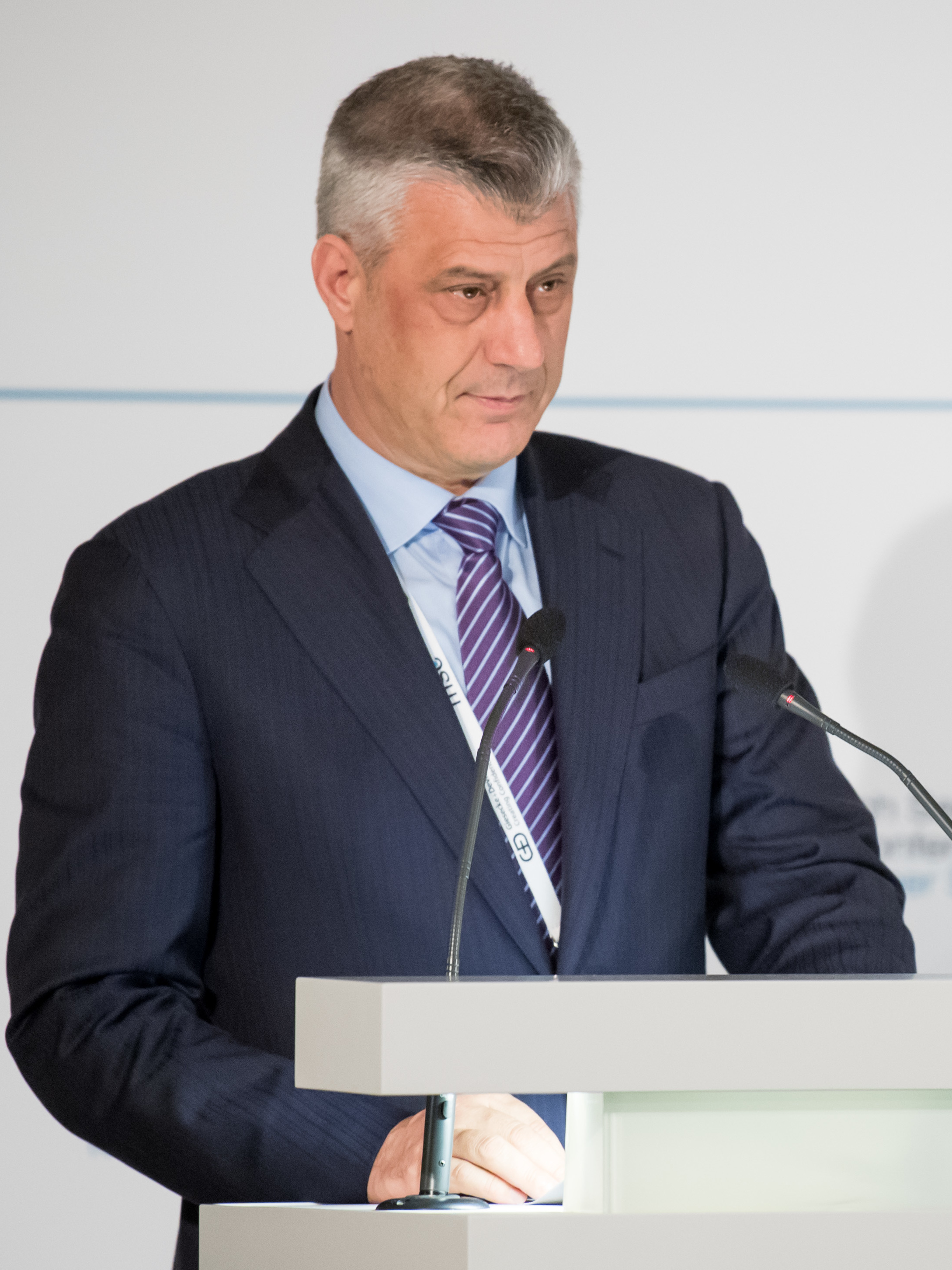
Le président kosovar à la Conférence de Munich sur la sécurité en 2018.

Également considéré comme un dirigeant très charismatique, le Premier ministre sortant Ramush Haradinaj participe à la campagne en assumant pleinement sa conduite de l’Armée de libération du Kosovo (UÇK) au cours de la guerre du Kosovo, déclarant « Si nous ne nous étions pas battus pour la liberté pendant la guerre, nous ne pourrions pas savourer cette liberté aujourd'hui ». Un retour au pouvoir de son Alliance pour l'avenir du Kosovo est jugée possible.
La campagne voit en revanche l'ensemble des principaux partis se déclarer opposés à toute alliance avec le Parti démocratique du Kosovo mené par Kadri Veseli en raison de l'appartenance à cette formation du président Hashim Thaçi. Lui aussi issu du commandement de l'UÇK pendant la guerre, proche des services secrets américains et français, le président est sujet à de vives tensions avec son Premier ministre et à une levée de boucliers de la part du reste de la classe politique en raison de son projet d'accord de paix avec la Serbie. Ce dernier, mené de concert avec le président serbe Aleksandar Vučić, vise notamment à conclure un échange de territoire en cédant le Nord du Kosovo majoritairement serbophone contre la cession par la Serbie de la vallée de Preševo, majoritairement albanophone. L'accord de paix, soutenu par les États-Unis mais combattu par l'Allemagne qui y voit un dangereux précédent dans une région marquée par les différends ethniques et frontaliers, est ainsi gelé peu avant la crise politique ayant mené aux élections anticipées. Un résultat des urnes défavorable au PDK pourrait mettre en difficulté le président kosovar, car la Constitution confie au parti arrivé en tête la présidence du parlement ainsi que la primauté sur la proposition de candidats au poste de Premier ministre au cours des négociations post-électorales. Le dirigeant d'Autodétermination Albin Kurti fait ainsi savoir au cours de la campagne son intention d'exiger le départ du président avant la fin de son mandat, prévue pour 2021. Hashim Thaçi pourrait ainsi être amené à favoriser une coalition du PDK avec Autodétermination, opposés en matière économique mais unis par leurs positions nationalistes.

### Exposition médiatique

#### Retransmission en direct
Selon le classement établie par Democracy in Action, le PDK a bénéficié de 1 585 minutes de retransmission en direct à la télévision de ses meetings durant la période électorale. La coalition AAK-PSD de 1 521 minutes, LDK 1 210 minutes, VV de 540 minutes, LS de 237 minutes et la coalition NISMA-AKR-PD 181 minutes.
Concernant la retransmission en direct sur internet par la presse écrite, la LDK a bénéficié de 2 631 minutes de retransmission sur 4 médias distincts, La coalition AAK-PSD de 2 208 minutes sur 5 médias, le PDK de 1 107 minutes sur 6 médias, la coalition NISMA-AKR-PD 937 minutes sur 4 médias et VV de 138 minutes sur 1 média .

#### Temps d'antenne
Le temps d'antenne dédié aux élections législatives auprès de la radio-télévision du Kosovo est reparti de manière proportionnelle entre les principaux partis politiques albanophones (VV 20 %, PDK 19 %, AAK-PSD 19 %, LDK 17 %, NISMA-AKR-PD 18 %, autres 7 %). Les médias albanophones (TV) respectent en grande majorité la répartition du temps d'antenne, une seule condamnation a été recensée à l'encontre d'une chaîne régionale. En revanche, quatre chaînes régionales serbophones sont condamnées par la Commission de l'indépendance des médias pour avoir avantagé, jusqu'à 100% du temps d'antenne, la Liste serbe pour le Kosovo au détriment de leurs concurrents ,,,.

#### Disparité homme/femme
Il est également rapporté une grande disparité entre le temps d'antenne accordé aux femmes et aux hommes. Les hommes occupaient 83 % du temps d'antenne, contre 17 % pour les femmes.

### Dépenses
Selon un rapport publié par Democracy in Action le 19 décembre 2019, les dépenses des partis se répartissent comme suit :
| Parti                        | Résultat | Dépenses    | Coût par suffrage |
| ---------------------------- | -------- | ----------- | ----------------- |
| Autodétermination            | 26,27 %  | 413 714 €   | 1,87 €            |
| Ligue démocratique du Kosovo | 24,55 %  | 1 207 191 € | 5,85 €            |
| Parti démocratique du Kosovo | 21,23 %  | 819 270 €   | 4,59 €            |
| AAK - PSD                    | 11,51 %  | 696 632 €   | 7,19 €            |
| NISMA - AKR                  | 5,00 %   | 319 029 €   | 7,58 €            |
| Liste serbe pour le Kosovo   | 6,4 %    | 112 433 €   | 2,10 €            |

## Résultats
À 15 heures, le taux de participation était de 29,4 % soit 2 points de plus que lors des dernières élections en 2017. Il s'établit finalement à 43,20 %, en hausse de 2,04 points. La participation est régulièrement faible au Kosovo du fait de l'émigration d'une grande partie de la population, toujours inscrites sur les listes électorales mais ne pouvant voter depuis l'étranger.
| Diagramme de la répartition des sièges par parti dans le parlement élu. |                                                         |                                                   |           |       |        |               |  |
| Partis ou coalitions                                                    | Partis ou coalitions                                    | Partis ou coalitions                              | Voix      | %     | Sièges | +/-           |  |
|                                                                         |                                                         | Autodétermination (VV)                            | 221 001   | 26,27 | 29     | 5             |  |
|                                                                         | Alternativa (A)                                         |                                                   | 221 001   | 26,27 | 29     | 5             |  |
| Liste commune VV                                                        |                                                         |                                                   | 221 001   | 26,27 | 29     | 5             |  |
|                                                                         |                                                         | Ligue démocratique du Kosovo (LDK)                | 206 516   | 24,55 | 28     | 5             |  |
|                                                                         | Parti démocrate-chrétien des Albanais du Kosovo (PSHDK) |                                                   | 206 516   | 24,55 | 28     | 5             |  |
| Liste commune LDK                                                       |                                                         |                                                   | 206 516   | 24,55 | 28     | 5             |  |
|                                                                         |                                                         | Parti démocratique du Kosovo (PDK)                | 178 637   | 21,23 | 24     | 1             |  |
|                                                                         | Mouvement pour l'unification (LB)                       |                                                   | 178 637   | 21,23 | 24     | 1             |  |
| Liste commune PDK                                                       |                                                         |                                                   | 178 637   | 21,23 | 24     | 1             |  |
|                                                                         |                                                         | Alliance pour l'avenir du Kosovo (AAK)            | 96 872    | 11,51 | 12     | 3             |  |
|                                                                         | Parti social-démocrate du Kosovo (PSD)                  | 1                                                 | 96 872    | 11,51 |        | 3             |  |
| Coalition AAK-PSD                                                       | Coalition AAK-PSD                                       | 13                                                | 96 872    | 11,51 |        | 3             |  |
|                                                                         | Liste serbe pour le Kosovo (SL)                         | Liste serbe pour le Kosovo (SL)                   | 53 861    | 6,40  | 10     | 1             |  |
|                                                                         |                                                         | Initiative sociale-démocrate (NISMA)              | 42 083    | 5,00  | 4      | 4             |  |
|                                                                         | Alliance pour un nouveau Kosovo (AKR)                   | 2                                                 | 42 083    | 5,00  |        | 4             |  |
|                                                                         | Parti de la justice (PD)                                | 0                                                 | 42 083    | 5,00  |        | 4             |  |
| Coalition NISMA-AKR-PD                                                  | Coalition NISMA-AKR-PD                                  | 6                                                 | 42 083    | 5,00  |        | 4             |  |
|                                                                         | Coalition Vakat (VAKAT)                                 | Coalition Vakat (VAKAT)                           | 7 075     | 0,84  | 2      | en stagnation |  |
|                                                                         | Parti démocratique turc du Kosovo (KDTP)                | Parti démocratique turc du Kosovo (KDTP)          | 6 788     | 0,81  | 2      | en stagnation |  |
|                                                                         | Parti libéral égyptien (PLE)                            | Parti libéral égyptien (PLE)                      | 4 887     | 0,58  | 1      | en stagnation |  |
|                                                                         | Nouveau parti démocratique (NDS)                        | Nouveau parti démocratique (NDS)                  | 3 935     | 0,47  | 1      | en stagnation |  |
|                                                                         | Parti Ashkali pour l’intégration (PAI)                  | Parti Ashkali pour l’intégration (PAI)            | 3 113     | 0,37  | 1      | en stagnation |  |
|                                                                         | Fjala                                                   | Fjala                                             | 2 852     | 0,34  | 0      | en stagnation |  |
|                                                                         | Parti démocrate des Ashkalis du Kosovo (PDAK)           | Parti démocrate des Ashkalis du Kosovo (PDAK)     | 1 963     | 0,23  | 0      | en stagnation |  |
|                                                                         | Parti libéral indépendant (SLS)                         | Parti libéral indépendant (SLS)                   | 1 859     | 0,22  | 0      | 1             |  |
|                                                                         | Nouvelle initiative démocratique du Kosovo (IRDK)       | Nouvelle initiative démocratique du Kosovo (IRDK) | 1 755     | 0,21  | 1      | 1             |  |
|                                                                         | Parti euroatlantique du Kosovo (PEK)                    | Parti euroatlantique du Kosovo (PEK)              | 1 173     | 0,14  | 0      | Nv            |  |
|                                                                         | Parti unifié des Gorans (JGP)                           | Parti unifié des Gorans (JGP)                     | 1 159     | 0,14  | 1      | en stagnation |  |
|                                                                         | Parti unifié des Roms du Kosovo (PREBK)                 | Parti unifié des Roms du Kosovo (PREBK)           | 1 078     | 0,13  | 1      | en stagnation |  |
|                                                                         | Parti bosniaque de l'action démocratique (SDA)          | Parti bosniaque de l'action démocratique (SDA)    | 834       | 0,10  | 0      | en stagnation |  |
|                                                                         | Parti des serbes du Kosovo (PKS)                        | Parti des serbes du Kosovo (PKS)                  | 816       | 0,10  | 0      | en stagnation |  |
|                                                                         | Initiative civique des Gorans (GIG)                     | Initiative civique des Gorans (GIG)               | 785       | 0,09  | 0      | en stagnation |  |
|                                                                         | Mouvement pour les Gorans (PG)                          | Mouvement pour les Gorans (PG)                    | 695       | 0,08  | 0      | en stagnation |  |
|                                                                         | Coalition Sloboda (Sloboda)                             | Coalition Sloboda (Sloboda)                       | 672       | 0,08  | 0      | Nv            |  |
|                                                                         | Nouveau parti des roms kosovars (KNRP)                  | Nouveau parti des roms kosovars (KNRP)            | 289       | 0,03  | 0      | en stagnation |  |
|                                                                         | Indépendants                                            | Indépendants                                      | 577       | 0,07  | 0      | en stagnation |  |
|                                                                         |                                                         |                                                   |           |       |        |               |  |
| Suffrages exprimés                                                      | Suffrages exprimés                                      | Suffrages exprimés                                | 841 275   | 96,20 |        |               |  |
| Votes blancs                                                            | Votes blancs                                            | Votes blancs                                      | 12 374    | 1,41  |        |               |  |
| Votes nuls                                                              | Votes nuls                                              | Votes nuls                                        | 20 897    | 2,39  |        |               |  |
| Total                                                                   | Total                                                   | Total                                             | 874 546   | 100   | 120    | en stagnation |  |
| Abstention                                                              | Abstention                                              | Abstention                                        | 1 086 667 | 55,41 |        |               |  |
| Inscrits/Participation                                                  | Inscrits/Participation                                  | Inscrits/Participation                            | 1 961 213 | 44,59 |        |               |  |

## Statistiques marquantes

### Participation
La participation au niveau national augmente de 3,4 points. Sur un total de 38 municipalités, seules cinq ont vu leur participation diminuer entre 2017 et 2019. Les taux de ces communes restent néanmoins tous largement au-dessus de la moyenne nationale. Les municipalités avec les plus fortes progressions sont : Mitrovica e Veriut/Severna Mirovica ave  42,8 % (+9.75 pp), Zvecan avec 51,65 % (+8.6 pp), Kacanik avec 45,79 % (+ 6.96 pp) et Prishtina avec 48,58 % (+5.98 pp),.

### Votes préférentiels
Les candidats ayant obtenu le plus grand nombre de votes préférentiels en leurs noms propres sont Albin Kurti avec 183 952 voix (+ 40 331), suivi de Vjosa Osmani qui en réunit 176 016 (+ 111 869) et Kadri Veseli avec 145 881 (+ 15 934).
Albin Kurti et Vjosa Osmani dépassent le précédent record de voix obtenu par un candidat au cours d'une élection législative, détenu jusqu'alors par Hashim Thaçi avec 166 422 voix . Les dirigeants respectifs de l'Alliance pour l'avenir du Kosovo  et de l'Initiative sociale-démocrate, Fatmir Limaj (en) et Ramush Haradinaj, sont élus pour la septième fois, tandis que l'ex vice-premier ministre Hajredin Kuçi (en) est élu pour la sixième fois, après une non-réélection en 2017.

### Villes et communes rurales
Sur les 221 001 voix obtenues par Autodétermination, 40 432 proviennent des électeurs de Pristina, 17 923 de Prizren, 18 068 de Prizren, 10 085 de Peć, 13 354 de Gjakovë, 18 757 de Gjilan. Au total, Autodétermination obtient 53 % (105 265) de ses suffrages sur les 6 plus grandes villes représentant 41 % des électeurs inscrits,.
À contrario, le Parti démocratique du Kosovo n'obtient que 61 133 voix dans ces 6 grandes villes (16 654 à Pristina, 14 720 à Prizren, 13 238 à Prizren, 4 699 à Peć, 3 976 à Gjakovë, 7 846 à Gjilan), soit 34 % du total de ses voix. Le Parti démocratique du Kosovo est très présent dans les villes de taille moyenne et communes rurales où ses résultats dépassent parfois les 50 %, comme à Gllogov/Gllogovac (65,48 %) ou Skenderaj/Sbrica (75,98 %). Avec ces deux municipalités qui ne représentent que 5,61 % des électeurs, le PDK engrange 30 780 voix, soit 17,23 % de son total,.

## Conséquences

### Rapports de force

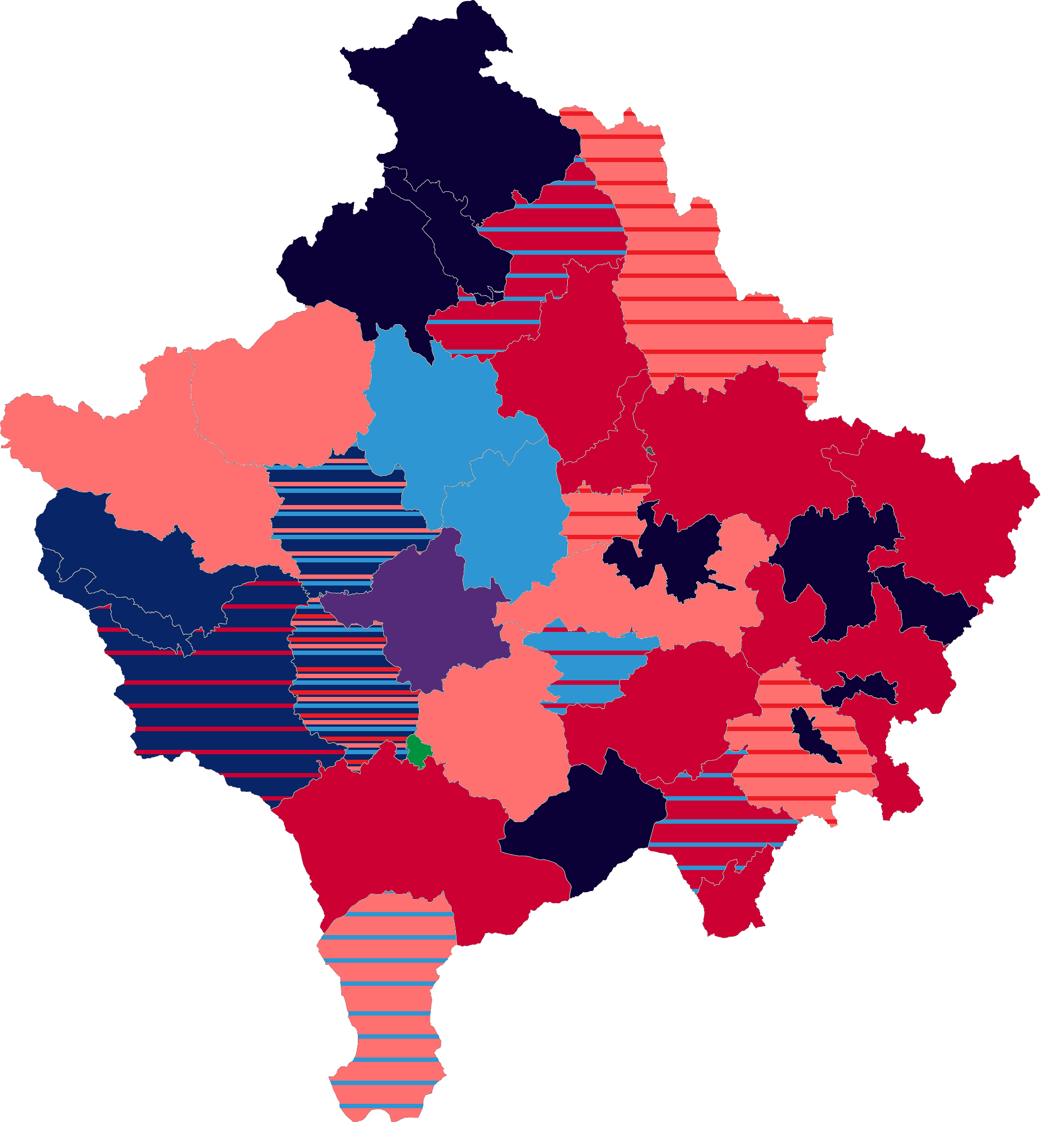
Parti arrivé en tête par municipalité. Les traits horizontaux représentent une différence de moins de 5 % entre le premier et le second parti, au trait plus fin.

Le scrutin voit la victoire d'Autodétermination (VV) et de la Ligue démocratique du Kosovo (LDK), tous deux jusqu’alors dans l'opposition. Le PDK du président Hashim Thaçi et la Coalition AAK-PSD du premier ministre sortant Ramush Haradinaj sont relégués en troisième et quatrième position. La coalition NISMA–AKR–PD menée par Fatmir Limaj perd initialement quant à elle ses dix sièges et toute représentation au parlement en échouant de très peu à franchir le seuil électoral de 5 % des suffrages exprimés, seules 324 voix l'en séparant. C'est la première fois depuis la création de l'Assemblée du Kosovo en 2001 qu'aucun de ces partis dont les dirigeants sont issus de la guérilla albanaise n'arrive en tête et n'est en position de gouverner. Les législatives sont ainsi qualifiées de « défaite des commandants » et de « tournant historique » pour le Kosovo,.
La coalition NISMA–AKR–PD parvient cependant à obtenir des sièges du fait de la décision du Bureau électoral kosovar des plaintes et appels, qui décide le 14 novembre de rendre invalides 3 782 bulletins de vote originaires de Serbie, ceux ci ayant été acheminés par des fonctionnaires de l'état Serbe au lieu de l'être par voie postale. L'abaissement du nombre de votes valides causé par le retrait de ces votes permet ainsi à NISMA de franchir le quorum de 5 % des suffrages exprimés, et d'obtenir six sièges, au détriment de VV pour trois d'entre eux, et d'un chacun pris aux trois formations arrivées après elle. Le scrutin est également remarqué par l'absence d'incidents majeurs et de contestation des résultats, les seuls incidents concernant la partie serbophone du pays, où la Liste Serbe décroche l’intégralité des 10 sièges réservés à la minorité avec plus de 90 % de ses voix,. La répartition des autres sièges réservés reste pour une majeure partie inchangée.
Le lendemain du scrutin, le président kosovar Hashim Thaçi déclare qu'un gouvernement doit être formé « dans les meilleurs délais [pour faire] face aux défis immédiats qui attendent le Kosovo ». Le PDK reconnait le même jour sa défaite, annonçant passer dans l'opposition. La chef de file de la LDK Vjosa Osmani se dit quant à elle prête à discuter d'une alliance avec autodétermination, afin de « pousser dans l'opposition » les partis ayant jusqu'à présent dirigé le Kosovo, accusés de corruption, de clientélisme et de mauvaise gestion des services publics.
Arrivé en tête, Autodétermination dispose du choix du Premier Ministre au cours des deux premières tentatives de coalition qui s'ensuivent. Son dirigeant Albin Kurti devrait ainsi occuper la fonction, une coalition entre VV, parti de gauche nationaliste et la LDK, de centre droit, étant attendue malgré leurs divergences en matière de politique. Les deux formations sont toutes deux favorables à une lutte contre la corruption et un « assainissement » de l'administration publique, mais devront se mettre d'accord sur la reprise du dialogue avec la Serbie. Si la population voit celle-ci comme un problème secondaire, affichant son « ras le bol » de la question, le dialogue avec la Serbie demeure la priorité de la communauté internationale. Le Kosovo est en effet la principale source d'instabilité en Europe, suscitant d'importantes pressions sur le gouvernement kosovar pour la conclusion d'un accord de paix,. Kurti, considéré comme un « dur » sur cette question, s'est par le passé opposé à l'autonomie des régions serbophones du pays, et a affiché son désir d'unir le Kosovo à l'Albanie voisine, un thème cependant mis en sourdine au cours de la campagne. La Serbie fait de son côté savoir qu'elle est disposée à une reprise du dialogue à l'issue des élections, dialogue qui sera effectivement noué sous l'égide de la France, de l'Allemagne et de l'Union Européenne.
L'annulation d'une partie des suffrages le 14 novembre, qui permet finalement à Nisma de franchir le seuil électoral et d'obtenir des sièges aux dépens des autres formations, fait perdre à Autodétermination et à la Ligue démocratique du Kosovo la majorité absolue qu'il détenaient à eux deux, les deux formations disposant désormais de 57 sièges sur 120. Le changement intervient alors qu'un gouvernement n'a pas encore été formé, les partis étant toujours en négociations. Le 25 novembre, Albin Kurti annonce être parvenu à reconstituer une majorité grâce au soutien de trois députés issus des minorités non serbes. Ces résultats sont confirmés définitifs le 27 novembre par la commission électorale centrale, ouvrant la période officielle de formation d'un gouvernement.

### Formation du gouvernement

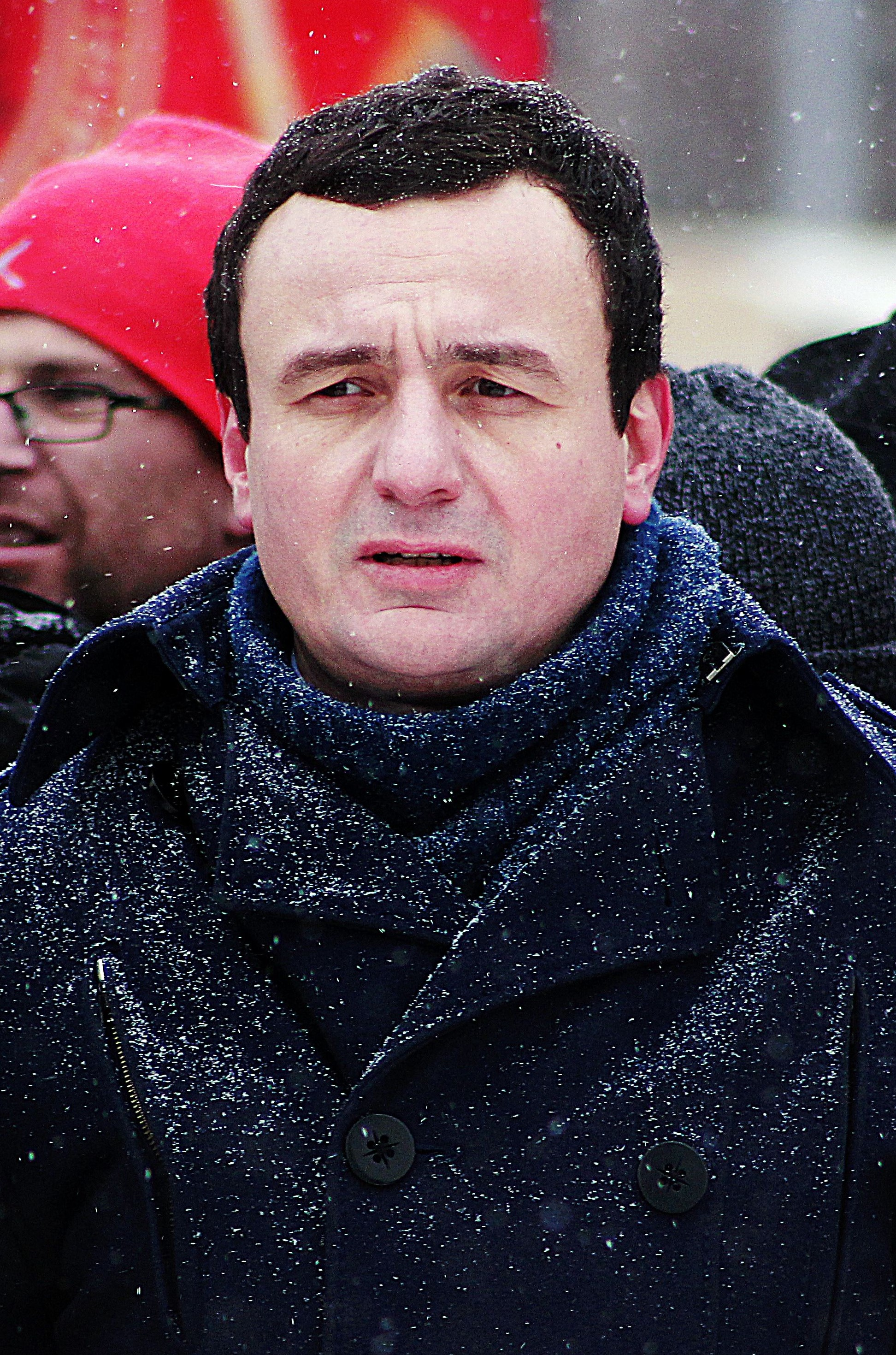
Le dirigeant d'autodétermination Albin Kurti

Les négociations aboutissent fin novembre à un accord encore informel sur la formation d'un gouvernement de coalition soutenu par Autodétermination, la Ligue démocratique du Kosovo, le Parti démocratique turc du Kosovo et l'un des députés de la Coalition Vakat, avec Albin Kurti pour Premier ministre. La formation du gouvernement est cependant retardée par des conflits entre les deux principales formations sur la répartition des postes ministériels ainsi que sur le futur candidat commun à la présidence, Autodétermination et la Ligue convoitant tous deux ce poste. Le mandat du président Thaçi qui s'achève début 2021 doit donner lieu à l'élection de son remplaçant par le parlement.
Autodétermination, qui disposerait d'une avance d'un député dans la coalition ainsi que du poste de Premier ministre, serait prêt à concéder la présidence à la Ligue, en échange d'une prépondérance dans le nouveau gouvernement. 
La formation du gouvernement est par ailleurs l'objet d'une polémique constitutionnelle liée à la minorité serbe. La Liste serbe pour le Kosovo, qui a obtenu la totalité des dix sièges réservés à cette minorité revendique en effet pour l'un de ses membres le poste de ministre que la constitution lui réserve, ce que refuse Kurti. Celui-ci accuse le parti d'être un pantin de Belgrade et considère que la constitution ne lui impose que la nomination d'un ministre ethniquement serbe, mais pas nécessairement issu des partis ayant obtenu des sièges aux élections. 
Les négociations qui se prolongent trois mois après les élections aboutissent dans un premier temps à un blocage en janvier 2020, Autodétermination et la Ligue ne parvenant pas à se mettre d'accord sur un candidat à la présidence. Cette situation fait craindre un recours à de nouvelles élections, malgré l'absence de délai clairement défini dans la Constitution pour la formation d'un gouvernement. Albin Kurti exprime quant à lui son souhait de remettre la question de la présidentielle à plus tard afin d'avancer dans les négociations.
Début février 2020, les partis finissent finalement par s'entendre sur un gouvernement après un total de quatre mois de négociations. Albin Kurti devient ainsi Premier ministre d'un gouvernement de coalition VV-LDK, qui reçoit la confiance du parlement par 66 voix sur 120 le 3 février. Le gouvernement inclut la Liste serbe et le Nouveau parti démocratique, et reçoit le soutien sans participation des autres partis des minorités. Dès le début de son mandat, Kurti se voit confier la lourde tâche de relancer le dialogue avec la Serbie pour la normalisation de leurs relations, au point mort depuis un an, et surtout de répondre aux aspirations d'une population exaspérée par deux décennies de corruption et de stagnation économique,.

### Suites

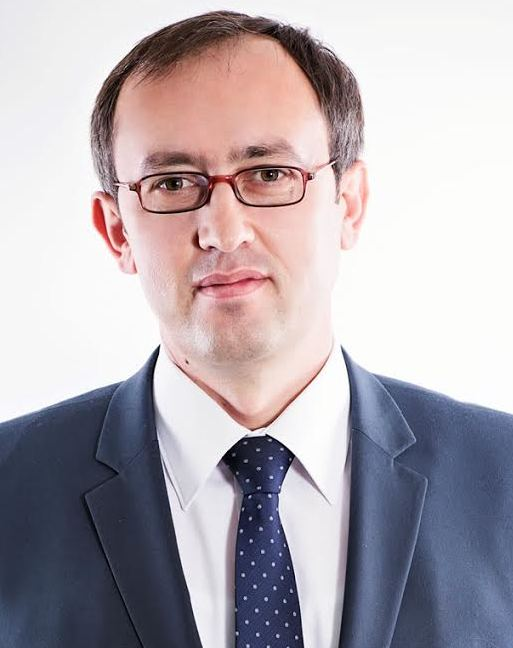
Le nouveau Premier ministre, Avdullah Hoti.

Le gouvernement est renversé moins de deux mois plus tard en pleine pandémie de coronavirus par une motion de censure déposée le 25 mars 2020 par la LDK à l'encontre du gouvernement. L'alliée d'Autodétermination au sein du gouvernement reproche en effet à Albin Kurti le limogeage de l'un de ses ministres pour avoir soutenu la proposition de mise en place de l'état d'urgence du président Thaçi, dont les pouvoirs auraient été augmentés durant cette période. Selon le Premier ministre sortant, qui bénéficiait pourtant d'une cote de popularité de 65 %, ce retournement d'alliance aurait pour réelle cause les pressions exercée par les États-Unis mécontents de sa politique envers le voisin serbe,. Trois membres de la LDK, dont Vjosa Osmani s'opposent à la motion, qui est adoptée par 82 voix sur les 115 députés présents, conduisant à la mise en place d'un gouvernement de gestion des affaires courantes jusqu'à la désignation d'un nouveau Premier Ministre.
Durant plus d'un mois, la Ligue démocratique du Kosovo entreprend des négociations visant à la formation d'un nouveau gouvernement, qui aboutissent le 30 avril 2020 à la publication par le Président Hashim Thaçi d'un décret confiant à la Ligue démocratique du Kosovo la charge de former le nouveau gouvernement. Le même jour, les députés d'Autodétermination contestent la légalité du décret et déposent un recours auprès de la Cour constitutionnelle, arguant que la situation impose de confier cette tâche au parti arrivé en tête aux législatives à moins de convoquer de nouvelles élections. La Cour suspend en conséquence le décret dès le lendemain, et ce jusqu'au 29 mai 2020. Le 1er juin, la Cour rend une décision en faveur du président et déboute Autodétermination. 
La Ligue forme alors un nouveau gouvernement de coalition avec l'Alliance pour l'avenir du Kosovo, Initiative sociale-démocrate, la Liste Serbe et le Parti démocratique turc du Kosovo.  Le 3 juin 2020, Avdullah Hoti  devient Premier ministre avec le soutien de 61 députés sur 120 au cours d'une séance boycottée par Autodétermination. Membre de la Ligue, Hoti promet rapidement de renouer le dialogue avec la Serbie afin de parvenir à un accord et une normalisation des relations entre les deux pays.
Albin Kurti se tourne cependant à nouveau vers la Cour constitutionnelle. Il met en avant le fait que le vote d'investiture du nouveau gouvernement a été gagné d'une seule voix, dont celle décisive du député Etem Arifi du Parti démocrate des Ashkalis du Kosovo (PDAK). Or, ce dernier était condamné depuis le 9 mars à une peine de quinze mois de prison ferme pour fraude, auquel il continuait d'échapper grâce à plusieurs recours, plaidant un mauvais état de santé, avant de se rendre finalement à la police fin septembre. Kurti met en avant l'article 70 de la constitution, qui met fin au mandat d'un député en cas de condamnation à plus d'un an de prison, tandis que les partisans du gouvernement argue que la condamnation d'Arifi a eu lieu sous la législature précédente,. Le 21 décembre, la cour rend son verdict et juge illégal le vote d'investiture du gouvernement Hoti, ordonnant dans la foulée au président de convoquer de nouvelles élections sous quarante jours,.